# Cikedung (Mancak)
Cikedung is een bestuurslaag in het regentschap Serang van de provincie Banten, Indonesië. Cikedung telt 1630 inwoners (volkstelling 2010).